# Вулиця Джохара Дудаєва (Конотоп)
Вулиця Джохара Дудаєва — одна з найстаріших вулиць міста Конотоп Сумської області.

## Розташування
Розташована в центральній частині сучасного міста. Пролягає від площі Миру до вулиці Степана Бандери.

## Історія
Існує з XVIII століття. Вперше згадується у 1782 році.
Перша відома назва — Вовкогонівська вулиця. Під такою назвою також згадується у 1798—1800 роках та 28 червня 1929 року. Назва була пов'язана з назвою одного з козацьких куренів Конотопу, періоду XVII — XVIII століття — Вовкогонівський. Розташовувався також в районі сучасної вулиці Лазаревського, та початку вулиці Успенсько-Троїцька.
З середини XX століття — вулиця Жарікова.